# Parda-Zwergbeutelratte
Die Parda-Zwergbeutelratte (Marmosa parda) ist ein Säugetier aus der Familie der Beutelratten (Didelphidae), das im oberen Einzugsbereich des Río Huallaga in den peruanischen Regionen Huánuco und La Libertad verbreitet ist.

## Merkmale
Die Beutelrattenart erreicht eine Kopf-Rumpf-Länge von 13,7 bis 17,7 cm, eine Schwanzlänge von 21 bis 26,6 cm sowie ein Maximalgewicht von etwa 80 g. Der Schwanz hat eine Länge von etwas mehr als 130 % der Kopf-Rumpf-Länge. Die Hinterfußlänge liegt bei 24 bis 28 mm, die Länge der Ohren beträgt 24 bis 26 mm. Das Fell ist auf dem Rücken und an den Körperseiten matt graubraun, wie bei vielen anderen Zwergbeutelratten, aber die Haare sind mit einer Länge von 12 bis 15 mm deutlich länger als bei den Verwandten. Das Bauchfell ist grau, das Kinn und die Leistengegend gelblich. Die Oberseite der Hinterfüße ist mit kurzen hellen Haaren bedeckt, einige Exemplare haben jedoch dunkle Haare auf dem Mittelfuß. Die ersten 2,5 cm des Schwanzes sind mit kurzen Haaren bedeckt, der Rest ist haarlos und gefärbt.
Äußerlich ist die Parda-Zwergbeutelratte kaum von der Bolivien-Zwergbeutelratte (Marmosa rapposa), der weiter südlich vorkommenden Schwesterart, zu unterscheiden. Das Rückenfell der Parda-Zwergbeutelratte ist länger und die Schädelmorphologie ist verschieden.

## Lebensraum
Die Parda-Zwergbeutelratte lebt in Bergregenwäldern in Höhen von 1000 bis 2000 Metern über dem Meeresspiegel. Weder der Lebensraum noch die Biologie der Art sind bisher näher untersucht worden.

## Belege
1. 1 2 3 4  Robert S. Voss, Thomas C. Giarla, Juan F. Díaz-Nieto und Sharon A. Jansa: A revision of the didelphid marsupial genus Marmosa. Part 2, Species of the rapposa group (subgenus Micoureus). Bulletin of the American Museum of Natural History, 439(1):1-62 (2020). doi: 10.1206/0003-0090.439.1.1 S. 39–42.